# 房子是用来住的，不是用来炒的
房子是用来住的，不是用来炒的，简称房住不炒、房子是用来住的，于2016年12月14日由中共中央总书记习近平在中央经济工作会议首次提出，后来成为中国政府在房地产领域的指导政策。由於政策導致中國房地產行業持續低迷，拖累中國經濟增長，習近平在2024年9月召開的中共中央政治局會議上宣布降低存款準備率，實施有力度的降息，促進中國房地產市場止跌回穩，被視為「房住不炒」政策的終結。

## 历史
2016年12月14至16日召开的中央经济工作会议上习近平发言提出“房子是用来住的，不是用来炒的”。2017年10月18日，习近平在中共十九大发表题为《决胜全面建成小康社会 夺取新时代中国特色社会主义伟大胜利》的主题报告，提出：“坚持房子是用来住的、不是用来炒的定位（原文如此），加快建立多主体供给、多渠道保障、租购并举的住房制度，让全体人民住有所居。”
2017年初，中国大陆楼市北京、广州、上海、南京、杭州、合肥、厦门房价出现15%以上的增长，住建部部长陈政高也在2017年2月23日重申了“房住不炒”论调，三月份开始全国40多个市、县、区出台了“史上最严厉”的房地产调控政策。
“房住不炒”分别在2018年、2020年、2021年三次在国务院总理李克强的政府工作报告中提及，政府也开始采取强力手段打击房地产相关的信贷扩张，控制房价上涨和金融风险，抑制房地产的投资属性，削减地方土地财政依赖，并在2020年进一步提出了三条红线的房企债务限制。
但随着三条红线政策的提出，以及2019冠状病毒病疫情对于中国大陆经济带来的冲击，部分房地产企业财务困难，大陆房地产市场热度开始降温，地方政府土地财政面临压力。国家统计局数据显示，2023年上半年，房地产市场销售、开工等数据均较2022年同比下滑，中国大陆居民对房地产持续已经有所扭转。在此背景下，2023年7月召开的中共中央政治局会议中，未再提出“房住不炒”，对房地产的表述更改为“房地产市场供求关系发生重大变化的新形势，适时调整优化房地产政策”，被视为“房住不炒”政策的重大转变。
2024年9月26日，中共中央總書記習近平主持召開中共中央政治局會議，宣布降低存款準備率，實施有力度的降息，促進中國房地產市場止跌回穩，意味著習近平當局一直推行的「房住不炒」政策事實上被終止。9月27日，上海和深圳两地计划取消购房限制以调控低迷的房地产市场。自9月30日起，廣州取消居民家庭购买住房的各项限购政策。